# Sajid Javid
Sajid Javid (Littleborough, 5 dicembre 1969) è un politico britannico, Segretario di Stato per la salute e gli affari sociali del Regno Unito dal 26 giugno 2021 al 5 luglio 2022, per soli 204 giorni (2019-2020) Cancelliere dello Scacchiere nel governo di Boris Johnson ed ex direttore di Deutsche Bank. Fu Segretario di Stato per gli affari interni del Regno Unito dal 30 aprile 2018, a seguito delle dimissioni di Amber Rudd sull'onda dello scandalo Windrush, al 24 luglio 2019, con la formazione del governo di Boris Johnson. È stato membro della Camera dei comuni dal 2010 al 2024 (quando si è ritirato dalla politica) per il collegio di Bromsgrove, nel Worcestershire.
Javid ricoprì in precedenza la carica di Segretario di Stato per le Comunità e i Governi Locali dal 2016 al 2018, Segretario di Stato per il Commercio, l'Innovazione e le Eccellenze e Presidente della Board of Trade dal 2015 al 2016, Segretario di Stato per la Cultura, i Media e gli Sport dal 2014 al 2015, Segretario Finanziario del Tesoro dal 2013 al 2014 e Segretario Economico del Tesoro dal 2012 al 2013.

## Biografia
Javid è nato a Rochdale, nel Lancashire, tra i cinque figli di genitori originari del Punjab, nel Pakistan, e immigrati nel Regno Unito negli anni Sessanta.. Suo padre lavorava come autista di autobus.
La famiglia si trasferì dal Lancashire a Stapleton Road a Bristol dove prese in gestione un negozio.
Dal 1981 al 1986 Javid ha frequentato la Downend School, vicino a Bristol. Racconterà di essere stato deriso dai compagni che lo chiamavano "Paki". Quindi ha frequentato il Filton Technical College e infine l'Università di Exeter dove si è laureato nel 1991 in economia. Frequentando l'università, ha aderito al partito conservatore.

### Attività professionale
Javid fu assunto dalla Chase Manhattan Bank a New York City subito dopo la sua laurea, lavorando per lo più in America del Sud. A 25 anni diventa vice presidente. Tornò a Londra nel 1997 e successivamente entrò in Deutsche Bank come capo di area di business nel 2000. Divenne nel 2005 managing director e l'anno seguente capo globale dei "Mercati emergenti in ristrutturazione".
Nel 2007 si trasferì a Singapore come responsabile del trading, equity convertibles, commodities e private equity businesses di Deutsche bank in Asia e e fu nominato membro nel consiglio di amministrazione della Deutsche Bank International Limited.
Lasciò Deutsche Bank nel 2009 per seguire la carriera in politica. I suoi guadagni presso la Deutsche bank erano circa 3 milioni di sterline l'anno al momento in cui si dimise; Evening Standard stimò che il cambio di carriera è equivalso a un taglio dei suoi introiti del 98%.

### Attività politica

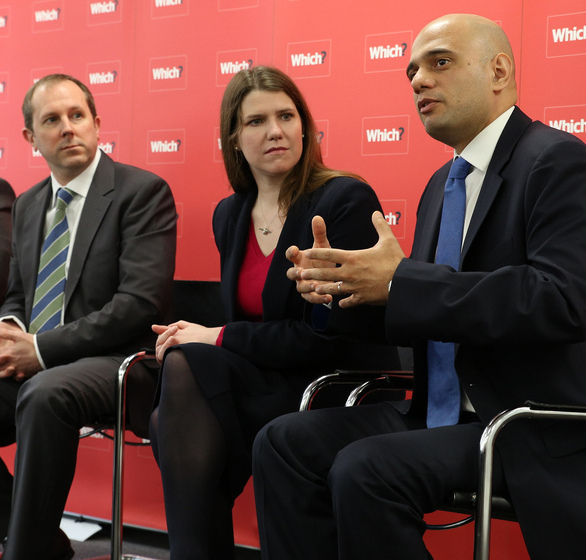
Sajid David e Jo Swinson nel 2013

Il 28 maggio 2009 la parlamentare di Bromsgrove, Julie Kirkbride, rappresentante del collegio dal 1997, annunciò che non si sarebbe ripresentata alle prossime elezioni. Javid si presentò ad una selezione di candidati (tra gli altri Ruth Davidson e la baronessa Stowell) ottenendo il 70% dei voti. Il 6 maggio 2010 conquistò il seggio ricevendo più di 22.000 voti.
Javid è stato per un breve periodo membro del comitato di selezione delle pensioni e del lavoro da giugno a novembre 2010, quindi è stato nominato segretario privato parlamentare (PPS) di John Hayes, in seguito ministro di Stato per l'istruzione superiore presso il dipartimento Affari, innovazione e competenze. Il 14 ottobre 2011, nell'ambito di un piccolo rimpasto provocato dalle dimissioni di Liam Fox come segretario alla Difesa, Javid è stato promosso a diventare il segretario privato parlamentare dell'allora Cancelliere dello Scacchiere, George Osborne. Quasi un anno più tardi, nel settembre 2012, Javid è entrato a far parte del team ministeriale di Osborne come segretario economico del Tesoro. Successivamente è stato promosso segretario finanziario presso il Ministero del Tesoro il 7 ottobre 2013, in sostituzione di Greg Clark.
Come segretario economico, Javid era responsabile della supervisione dei piani governativi per il gruppo di proprietà statale Royal Bank of Scotland Group e Lloyds Banking Group. Ha proposto di eliminare le tasse di sconto per gli investitori esteri nel tentativo di rafforzare la competitività della gestione patrimoniale nel Regno Unito e ha accantonato i piani per aiutare i cosiddetti "prigionieri ipotecari" che erano stati in precedenza sostenuti dal suo predecessore Mark Hoban, suggerendo che "non c'erano prove sufficienti del pregiudizio per i consumatori in atto per giustificare il regolamento aggiuntivo". Nel 2013, Javid è stato influente nell'abolizione della scala mobile sulla birra, un taglio effettuato sulla birra per la prima volta in oltre mezzo secolo. In suo onore, fu prodotta una birra commemorativa chiamata "Sajid's Choice" e servita nello "Strangers Bar" della House of Commons e venduta localmente a Bromsgrove.

#### Segretario di Stato per la cultura
Il 9 aprile 2014, David Cameron ha nominato Javid nel gabinetto come segretario di Stato per la cultura, i media e lo sport e ministro delle pari opportunità a seguito delle dimissioni di Maria Miller per le sue spese considerate eccessiva. Questa nomina lo ha reso il primo parlamentare eletto alle elezioni generali del 2010 ad entrare a far parte del governo e il primo parlamentare pakistano britannico a guidare un dipartimento del governo. Poco dopo la sua nomina, è stato nominato Consigliere privato.
Javid ha difeso la libertà dei media e il diritto della stampa di indagare su comportamenti illeciti da parte di politici e funzionari nella sua prima apparizione come Segretario della Cultura nel programma "Tempo delle interrogazioni" della BBC. "I media sono una pietra miliare della nostra democrazia, la loro libertà è molto importante e se vogliono indagare su illeciti da parte di politici o di qualsiasi altro pubblico ufficiale dovrebbero farlo e nulla dovrebbe impedire loro di farlo". Nel marzo 2015 Javid si è opposto ai piani dell'allora segretario interno Theresa May di conferire a Ofcom "poteri di contro-estremismo" per controllare i programmi televisivi britannici prima che fossero trasmessi. In una lettera a David Cameron, ha commentato che i paesi che avevano accordi simili "non sono noti per il loro rispetto dei diritti relativi alla libertà di espressione e il governo potrebbe non voler essere associato a tali regimi".

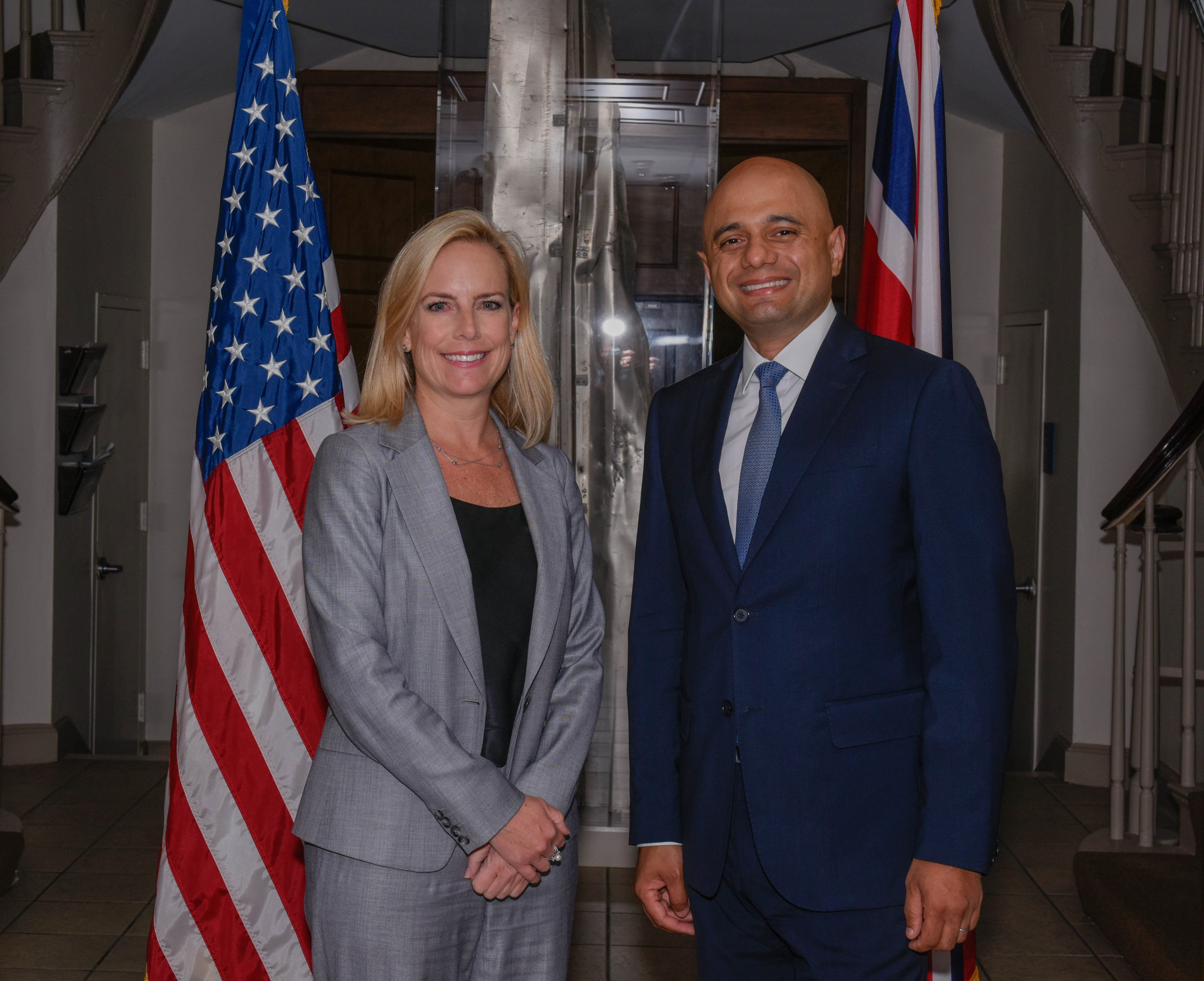
Sajid David con il segretario della Sicurezza Interna degli Stati Uniti d'America Kirstjen Nielsen, 2018

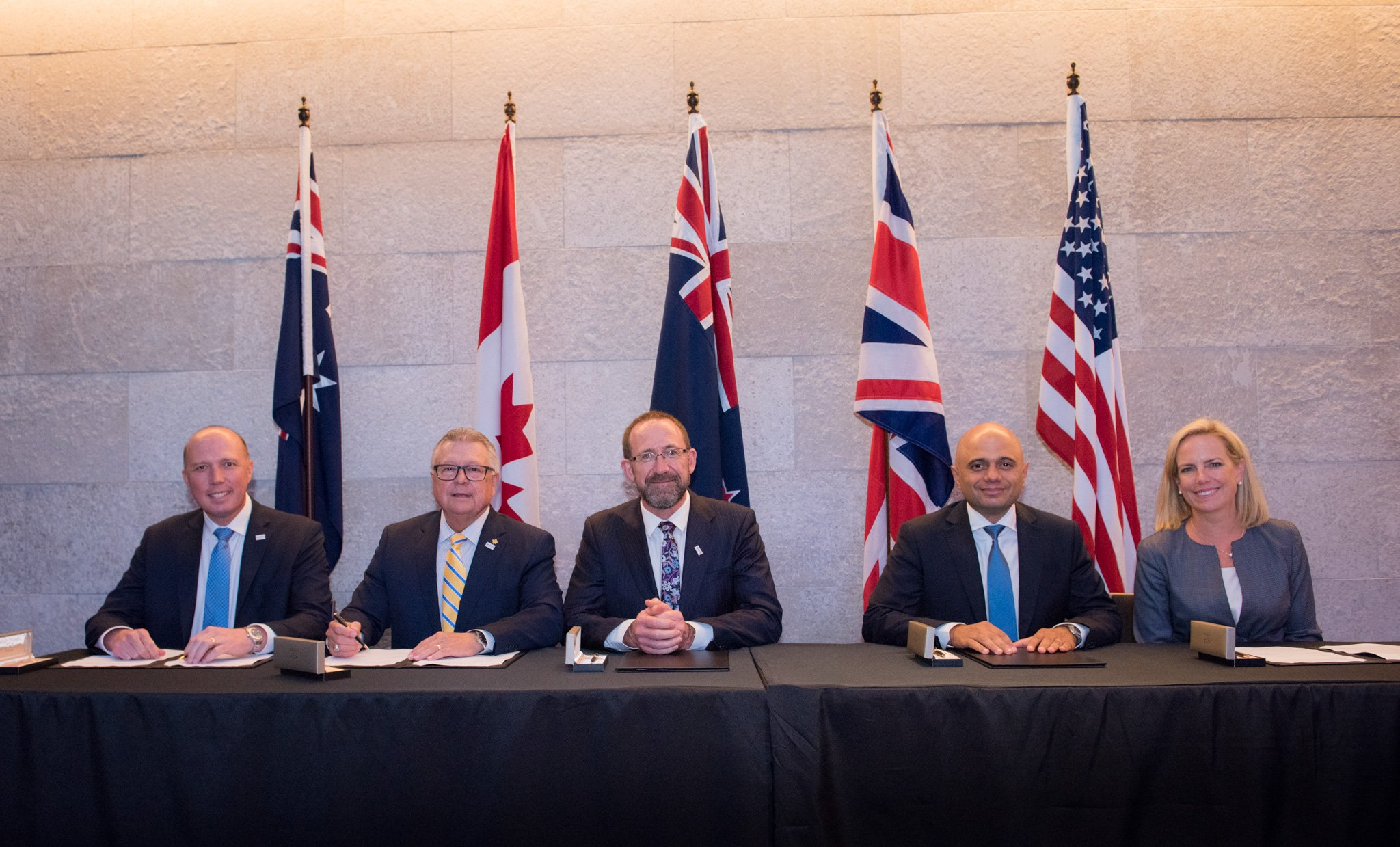
Sajid David con i colleghi ministri dell'interno anglofoni ad una riunione in Australia il 28 agosto 2018

#### Cancelliere dello Scacchiere
Il 24 luglio 2019, Javid è stato nominato Cancelliere dello Scacchiere nel nuovo gabinetto di Boris Johnson. Al momento della sua nomina, ha twittato che non vedeva l'ora di lavorare presso il Ministero del Tesoro per preparare il Regno Unito a lasciare l'UE.
Nel suo primo intervento dopo essere diventato Cancelliere, Javid si è impegnato parlando con The Sunday Telegraph a rivedere l'approccio del Tesoro alla Brexit, iniziando con "significativi finanziamenti extra" per preparare la Gran Bretagna ad andarsene con o senza un accordo.
Alla fine di agosto del 2019 è emersa una forte tensione tra Downing Street e il Tesoro quando il potente consigliere di Johnson, Dominic Cummings, ha licenziato, a insaputa di Javid, il suo consigliere al Tesoro Sonia Khan. Javid ha protestato con Johnson esprimendo "disappunto" per quel licenziamento. Data la frizione esistente con Cummings, Johnson gli ha assicurato di mantenerlo nell'incarico di Cancelliere anche dopo le elezioni generali. Nel settembre 2019, Javid ha sostenuto la dichiarazione di Johnson di sospendere l'attività del Parlamento e di lasciare l'UE. Ha confermato che, sebbene Johnson avrebbe cercato un nuovo accordo nel Consiglio di Bruxelles del 17 ottobre, non avrebbe chiesto l'estensione dell'articolo 50 e quindi il Regno Unito avrebbe lasciato l'UE il 31 ottobre.
Il 26 gennaio 2020, Javid ha mostrato una moneta da 50 pence per celebrare la Brexit, recante la scritta "Pace, prosperità e amicizia con tutte le nazioni" e la nuova data di partenza del 31 gennaio. Javid ha contribuito a raccogliere migliaia di sterline, durante la colazione di lavoro di Jewish Care, all'asta di una moneta Brexit 50p, co-firmata da lui stesso e da Boris Johnson.
Javid è intervenuto per assicurarsi che Andrew Bailey fosse nominato Governatore della Bank of England. Dominic Cummings, consigliere di Johnson, aveva invece fatto pressioni per la nomina di Andy Haldane in sostituzione di Mark Carney come Governatore. Javid ha anche approvato George Osborne come nomination britannica per l'amministratore delegato del FMI, anche se Kristalina Georgieva era stata candidata dall'UE.

#### Dimissioni da Cancelliere
Il 13 febbraio 2020, in seguito al rimpasto del governo post Brexit di Boris Johnson, Javid si è dimesso di fronte alla prospettiva, voluta dal potente consigliere di Johnson, Dominic Cummings, di essere confermato a patto di azzerare gran parte del suo team al Tesoro sostituendolo con collaboratori imposti dal premier. Una sorta di commissariamento da parte di Downing Street. Dopo le dimissioni, Javid ha detto alla Press Association che "nessun ministro che si rispetti accetterebbe quei termini". Javid è stato in carica per soli 204 giorni. Al suo posto un giovane fedelissimo di Johnson, Rishi Sunak, di origini indiane.

#### Nomina a Segretario di Stato per la salute

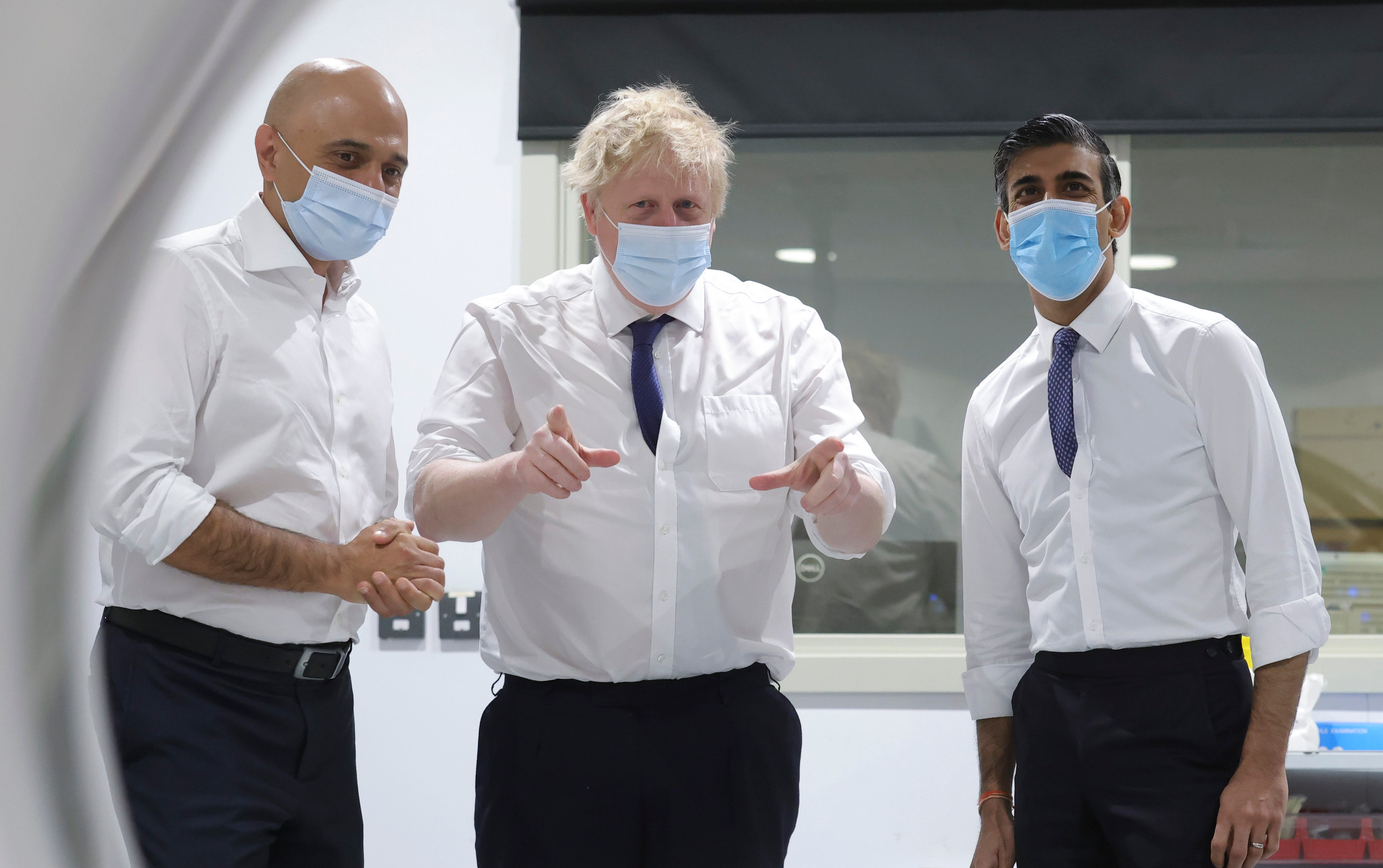
Sajid David, il premier Boris Johnson e il Cancelliere dello Scacchiere Rishi Sunak visitano il Queen Elizabeth II Hospital nell'Hertfordshire, 6 aprile 2022

Dopo le dimissioni di Matt Hancock per uno scandalo legato a una relazione extraconiugale, il Primo Ministro Boris Johnson ha annunciato di volerlo nominare Segretario di Stato per la Salute e l'assistenza sociale in data 26 giugno 2021. Javid ha accettato l'incarico.

#### Dimissioni da Segretario di Stato per la salute
Il 5 luglio 2022 Javid ha annunciato le dimissioni da Segretario di Stato per la salute e l'assistenza sociale, criticando il Primo ministro Boris Johnson per i vari scandali che hanno riguardato la sua Amministrazione (Owen Paterson, Partygate, Chris Pincher). Il suo annuncio ha fatto da apripista a 60 altre dimissioni di Membri del Governo Johnson, compreso l'influente Cancelliere Rishi Sunak. La crisi innescata è culminata 48 ore dopo, il 7 luglio 2022, con le dimissioni del Primo Ministro.